# Fomalhaut b

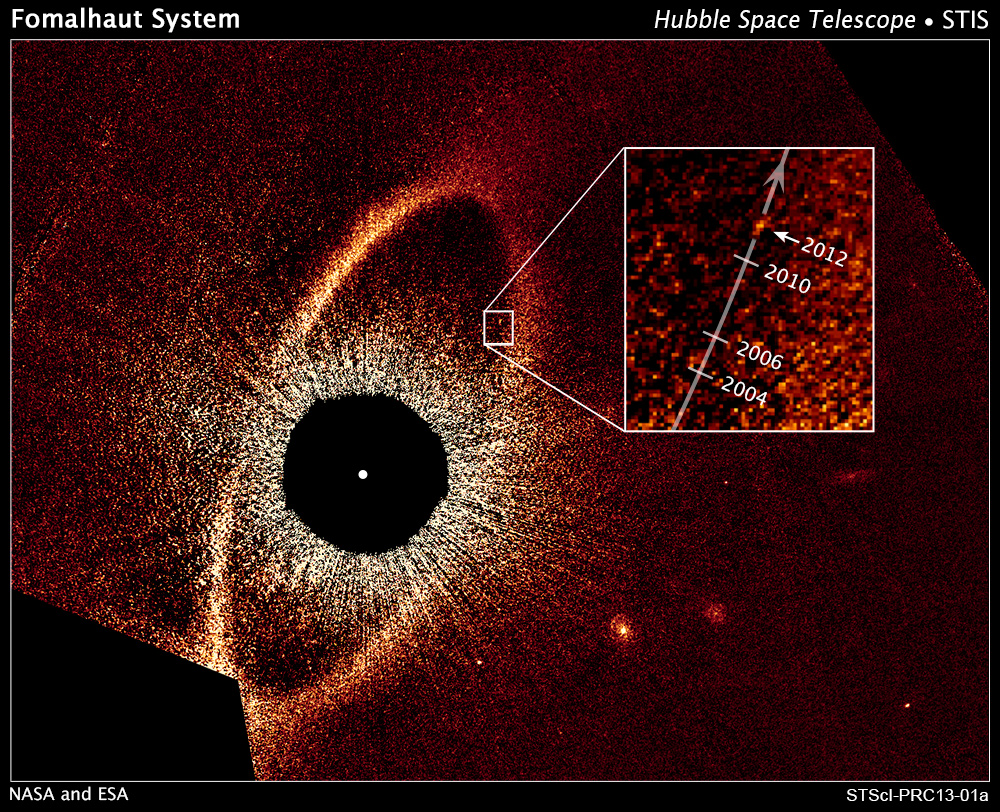
Fomalhaut a Fomalhaut b v roce 2012

Fomalhaut b (též Dagon) je potvrzený, přímo pozorovaný extrasolární objekt, původně pokládaný za exoplanetu, obíhající hvězdu typu A Fomalhaut. Šlo o oblak prachu vzniklý při srážce dvou těles zhruba v roce 2004, krátce před začátkem pozorování. V roce 2020 jeho hustota poklesla natolik, že už nebyl pozorovatelný. Nachází se vzdálenosti 25 světelných let od Slunce v souhvězdí Jižní ryby. Objev objektu byl oznámen v roce 2008, potvrzen byl roku 2012 díky snímkům z kamery ACS na Hubbleově vesmírném dalekohledu. Podle výpočtů zveřejněných v lednu 2013 má protáhlou eliptickou oběžnou dráhu s velkou poloosou asi 177 AU, přičemž jeden oběh kolem hvězdy trvá 1700 let. Periastron se nachází ve vzdálenosti 7,4 miliardy kilometrů (~50 AU), apoastron je vzdálen přibližně 44 miliard kilometrů (~300 AU). V květnu 2013 byl objekt od své hvězdy vzdálen 110 AU.
Mezinárodní astronomická unie (IAU) vybrala v roce 2014 skupinu planet, včetně objektu Fomalhaut b, která měla projít veřejným pojmenováním exoplanet. Proces zahrnoval veřejnou nominaci vlastních jmen a následné hlasování. V prosinci 2015 ohlásila IAU, že vítězným jménem pro Fomalhaut b je Dagon. Toto jméno navrhl Todd Vaccaro a podporovalo jej planetárium na St. Cloud State University. Dagan je starověký kanaánský bůh, obvykle zobrazovaný jako poloviční člověk a poloviční ryba.